# Dilobitarsus vitticollis
Dilobitarsus vitticollis là một loài bọ cánh cứng trong họ Elateridae. Loài này được Fairmaire & Germain miêu tả khoa học năm 1860.